# 萊克蘭 (紐約州)
萊克蘭（英語：Lakeland）是位於美國紐約州奧農達加縣的普查規定居民點。

## 人口
根據2020年美國人口普查的數據，萊克蘭的面積為3.86平方千米，皆為陸地。當地共有人口2556人，而人口密度為每平方千米662.18人。